# Estação Ferroviária de Juiz de Fora
A Estação Ferroviária da Central do Brasil, em Juiz de Fora, Minas Gerais, foi tombada por sua importância histórica como patrimônio cultural ferroviário nacional.

## História
A Estrada de Ferro D. Pedro II teve sua origem no decreto n. 641, de 26 de junho de 1852, que autorizou a concessão, a uma ou mais companhias, para a construção de uma estrada de ferro que partisse do município da Corte e terminasse nos pontos das províncias de Minas Gerais e São Paulo, que mais convenientes fossem (BRASIL, 1853, p. 5). A construção das estradas de ferro estava relacionada ao processo de modernização do Império, alavancado a partir da segunda metade do século XIX, quando se observava um maior desenvolvimento da economia, com necessários investimentos na infraestrutura e na urbanização do Brasil. […]
O trajeto da ferrovia também continuou crescendo, alcançando o Porto Novo do Cunha em 1871. No sentido São Paulo, os primeiros quilômetros começaram a ser inaugurados também em 1871, sendo as obras completadas até Cachoeira em 1875. Nesse mesmo ano foi inaugurado o trecho da ferrovia até Juiz de Fora, do ramal denominado Linha do Centro. Esse ramal deveria partir de Entre Rios, seguir pelo Vale do Paraibuna e atravessar a Serra da Mantiqueira em direção ao Planalto de Barbacena, ponto de convergência dos Vales do São Francisco, do Rio Doce e do Rio Grande, que englobavam quatro quintos do território mineiro. A ferrovia alcançou Barbacena em 1880, e Ouro Preto, então capital da província, em 1888 (MATOS, 1995, p. 53-54).
Ao longo dos anos, mais estações e ramais foram construídos e trechos incorporados. Em 1890, pouco após o fim do Império, a Estrada de Ferro Central do Brasil – assim denominada no início do período republicano – era composta pela Linha Central, que saía da Estação Central, no Rio de Janeiro em direção a Minas Gerais e pelos ramais de Gamboa, Campinho, Santa Cruz, Macacos, São Paulo e Porto Novo do Cunha (BRASIL, 1891, p. 116).